# Sid Helliwell
Sidney Helliwell (30 tháng 1 năm 1904 – 1939) là một cầu thủ bóng đá từng thi đấu cho Wycliffe, Sheffield Wednesday, Reading, Tottenham Hotspur, Walsall, Hednesford Town, Halifax Town.

## Sự nghiệp bóng đá
Sau những khoảng thời gian tại Wycliffe F.C., Sheffield Wednesday và Reading, centre half gia nhập Tottenham Hotspur. Ông có màn ra mắt cho câu lạc bộ trước Manchester United vào ngày 24 tháng 9 năm 1927  và có 9 trận cho Lilywhites trên mọi đấu trường giai đoạn 1927–28. Helliwell tiếp tục thi đấu cho Walsall nơi ông thi đấu 98 trận và ghi 8 bàn, Hednesford Town và cuối cùng là Halifax Town.